# An End Has a Start
An End Has a Start — другий студійний альбом британського гурту Editors, представлений 25 червня 2007 року у Великій Британії та 17 липня 2007 року — у США. Платівка стала платиновою у Великій Британії у той же день, що й було представлена. Альбом зайняв 69 позицію у Британії у 2007 році за кількістю проданих копій (станом на кінець року було продано 600 000 копій альбому по всьому світу).

## Список композицій
| #   | Назва                                | Тривалість |
| --- | ------------------------------------ | ---------- |
| 1.  | «Smokers Outside the Hospital Doors» | 4:57       |
| 2.  | «An End Has a Start»                 | 3:45       |
| 3.  | «The Weight of the World»            | 4:18       |
| 4.  | «Bones»                              | 4:06       |
| 5.  | «When Anger Shows»                   | 5:45       |
| 6.  | «The Racing Rats»                    | 4:17       |
| 7.  | «Push Your Head Towards the Air»     | 5:44       |
| 8.  | «Escape the Nest»                    | 4:43       |
| 9.  | «Spiders»                            | 4:00       |
| 10. | «Well Worn Hand»                     | 2:54       |

| Додаткова композиція iTunes | Додаткова композиція iTunes | Додаткова композиція iTunes |
| #                           | Назва                       | Тривалість                  |
| --------------------------- | --------------------------- | --------------------------- |
| 11.                         | «A Thousand Pieces»         | 3:41                        |

| Японське видання | Японське видання    | Японське видання |
| #                | Назва               | Тривалість       |
| ---------------- | ------------------- | ---------------- |
| 11.              | «A Thousand Pieces» | 3:41             |
| 12.              | «Open Up»           | 3:40             |

### B-Sides і Rarities
| Додатковий EP американського перевидання | Додатковий EP американського перевидання    | Додатковий EP американського перевидання |
| #                                        | Назва                                       | Тривалість                               |
| ---------------------------------------- | ------------------------------------------- | ---------------------------------------- |
| 1.                                       | «Smokers Outside the Hospital Doors» (демо) | 3:18                                     |
| 2.                                       | «Banging Heads»                             | 3:42                                     |
| 3.                                       | «A Thousand Pieces»                         | 3:41                                     |
| 4.                                       | «The Racing Rats» (наживо)                  | 4:20                                     |
| 5.                                       | «Open Up»                                   | 3:40                                     |

## Чарти
| Чарт                   | Найвища позиція | Сертифікація | Продажі  |
| ---------------------- | --------------- | ------------ | -------- |
| Велика Британія        | 1               | Платиновий   | 300 000+ |
| Нідерланди             | 2               | —            | —        |
| Бельгія                | 5               | Золотий      | 15 000+  |
| Ірландія               | 7               | Золотий      | 7 500+   |
| Португалія             | 21              | —            | —        |
| Німеччина              | 24              | —            | —        |
| Фінляндія              | 24              | —            | —        |
| Австралія              | 37              | —            | —        |
| Нова Зеландія          | 37              | —            | —        |
| Італія                 | 47              | —            | —        |
| Франція                | 56              | —            | —        |
| США Billboard 200      | 117             | —            | 6 000+   |
| США Top Heatseekers    | 1               | —            | —        |
| США Independent Albums | 14              | —            | —        |
| Європа                 | 9               | —            | —        |
| Світ                   | 21              | —            | 600 000+ |